# Музей на историята на физическата култура и спорта
Музеят на физическата култура и спорта се помещава в специално пригодена зала на Националния стадион „Васил Левски“.

### История
Първата експозиция е открита на 30 март 1962 г., като първоначално се помещава в Спортната палата. В музея е представена историята на българския спорт и върховните постижения на родните ни спортисти.
Фондовете на музея са придобити чрез дарения от известни български спортисти, състезатели и спортни деятели, като Христо Стоичков, Йорданка Благоева, Диана Йоргова, Светла Оцетова, Весела Лечева, Здравка Йорданова, Григорий Педан, ген. Владимир Стойчев, Крум Лекарски, Надежда Лекарска и много други. Големият волейболист Тодор Симов предоставя на музея програми, медали и отличия от период, когато българският волейбол постига първите си международни успехи. Над 500 експоната, фотоси и факсимилета представят първите спортни обединения – туристически дружества, клубове и организации.
Сред ценните предмети са копие на първия български велосипед, лични вещи и награди на големите български борци Дан Колов и Никола Петров, фехтовален костюм на български олимпиец от Амстердам 1928 г., както и други състезателни екипи, множество купи и колекция от спечелени от българските спортисти медали. Най-ценни са олимпийските медали, предоставени от видни спортисти като Манол Манолов - бронзов медал от Мелбърн 1956 г., Диана Йоргова, която подарява сребърния си медал по лека атлетика от игрите в Мюнхен през 1972 г., Йорданка Благоева, подарила медалите си от Мюнхен (1972 г.) и Монреал (1976 г.), както и Красимира Гюрова, състезателка в българския баскетболен отбор, спечелил бронзови медали в Монреал през 1976 г., когато баскетболът за първи път е включен като олимпийски спорт.
Особено скъпа е фотография от 1894 г. на швейцарските учители по гимнастика, пристигнали в България по покана на министъра на просвещението и разпределени в големите гимназии в страната, които на практика поставят началото на модерния спорт в България.
Музеят е включен в списъка 100 национални туристически обекта.